# Djokhar Dudàiev

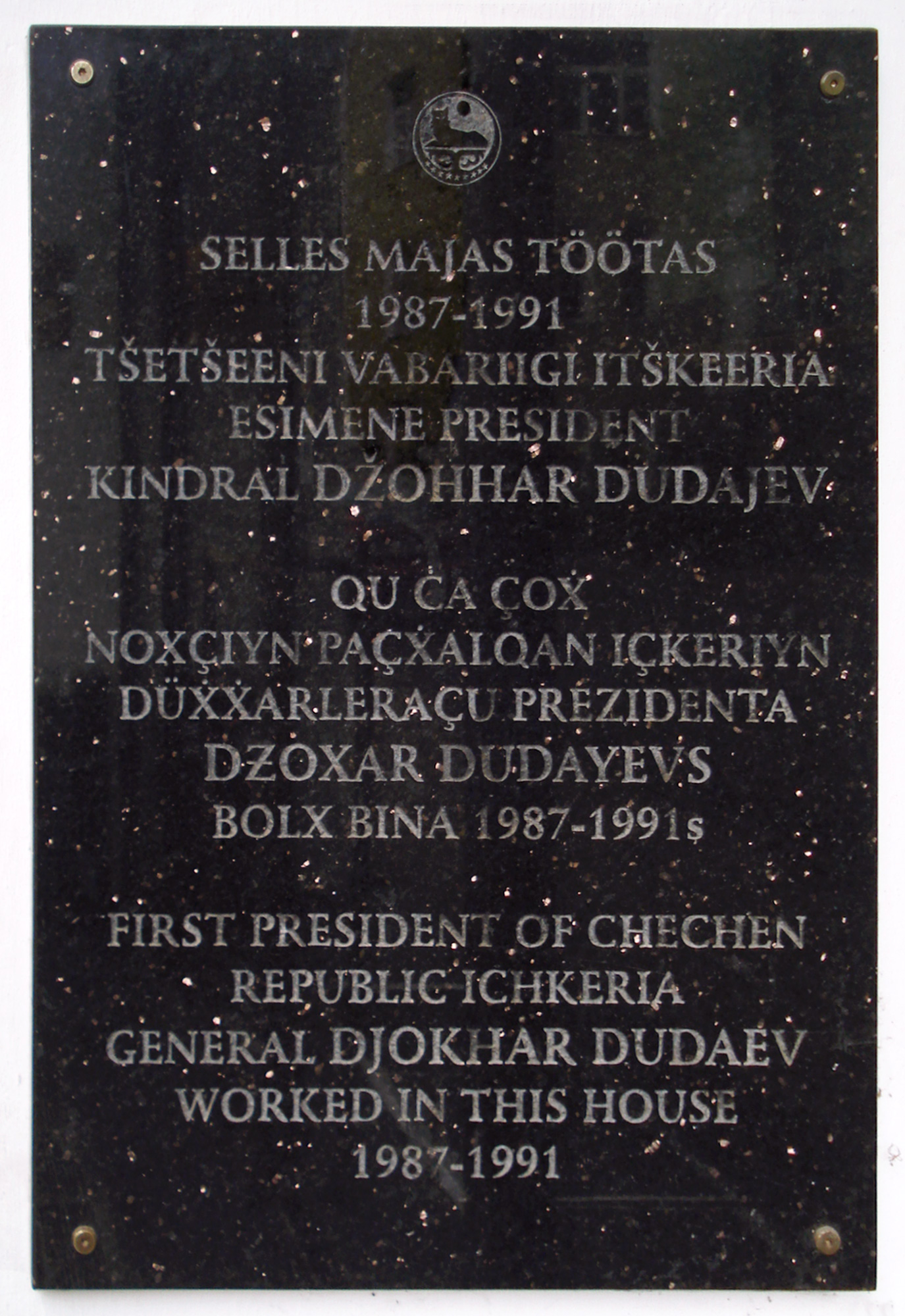
Placa commemorativa situada a Tartu (Estònia).

Djokhar Musaièvitx Dudàiev (Джоха́р Муса́евич Дуда́ев), (Ialkhori, 15 d'abril de 1944 - Gekhi Cu, 21 d'abril de 1996), fou el primer president de la República Txetxena d'Itxkèria, el govern independentista que s'establí el novembre de 1991 a Txetxènia, a la Federació Russa. Anteriorment, havia estat el primer txetxè que assolia el lloc de General dins de l'Exèrcit Soviètic.
Fins a l'any 1957 visqué deportat al Kazakhstan amb la seva família. Es graduà el 1966 a l'Alta Escola Militar d'Aviació, i el 1968 s'incorporà al Partit Comunista de la Unió Soviètica. El 1990 abandonà l'exèrcit soviètic amb el grau de major general i fundà el partit Congrés Nacional del Poble Txetxè.
Després de guanyar les eleccions d'octubre del 1991 amb el 85% dels vots, l'1 de novembre proclamà la independència de la República dels Txetxens i dels Ingúixos. El govern rus no admeté la declaració d'independència i amenaçà d'intervenir militarment. Al setembre del 1994 començaren els enfrontaments amb el setge de Grozni, capital de Txetxènia, per part de l'exèrcit rus. Al gener del 1995 Dudàiev es convertí en cap de la resistència txetxena i objectiu principal de l'exèrcit rus. A l'abril del 1996 morí després que un míssil de l'exèrcit rus localitzés la seva trucada des d'un telèfon mòbil.